# Wyprawa profesora Gąbki
Wyprawa profesora Gąbki – polski kolorowy serial animowany wyprodukowany w latach 1978–1980. Jest adaptacją powieści Stanisława Pagaczewskiego pt. Misja profesora Gąbki (1975), a zarazem kontynuacją serialu Porwanie Baltazara Gąbki (1969-1970).
Opracowanie plastyczne: Zdzisław Kudła, Alfred Ledwig, Franciszek Pyter.

## Obsada głosowa
- Andrzej Balcerzak – narrator
- Wiktor Sadecki – Smok Wawelski
- Roman Stankiewicz –
  - Bartolini Bartłomiej herbu Zielona Pietruszka,
  - senator Stuk Puk
- Jerzy Radziwiłowicz – profesor Baltazar Gąbka
- Zdzisław Klucznik – rozbójnik Marcin
- Mieczysław Grąbka – Myping
- Jerzy Nowak – Największy Deszczowiec
- Feliks Szajnert – Mżawka
- Roman Marzec – Debiliusz Rudobrody
- Leszek Kubanek – książę Krak
- Halina Wyrodek –
  - Katarzyna Marcinowa,
  - żona Bartoliniego,
  - Pelagia
- Marian Dziędziel –
  - książęcy goniec (odc. 1),
  - strażnik więzienny (odc. 3),
  - kupiec (odc. 6),
  - herold (odc. 13)
- Ryszard Łukowski – jeden ze zbójów (odc. 5)

Źródło

## Spis odcinków
- odc. 1. Tajemnicza noc – reż. Marian Cholerek
- odc. 2. Pierwszy Myping – reż. Ryszard Lepióra
- odc. 3. Ucieczka Deszczowców – reż. Romuald Kłys
- odc. 4. Odkrycie – reż. Romuald Kłys
- odc. 5. U zbójców – reż. Ryszard Lepióra
- odc. 6. W Nasturcji – reż. Marian Cholerek
- odc. 7. Zatrute źródło – reż. Romuald Kłys
- odc. 8. Zagrożenie – reż. Marian Cholerek
- odc. 9. Pułapka – reż. Ryszard Lepióra
- odc. 10. Śladem wielkiej rzeki – reż. Marian Cholerek
- odc. 11. Bananowy kraj – reż. Romuald Kłys
- odc. 12. Jak to ze smokiem było – reż. Wiesław Zięba
- odc. 13. Powrót – reż. Marian Cholerek